# Eirik Kvalfoss
Eirik Kvalfoss, né le 25 décembre 1959 à Voss, est un biathlète norvégien, champion olympique du sprint en 1984, triple champion du monde et vainqueur de la Coupe du monde.

## Biographie
Il est quatrième aux Championnats du monde junior 1979 pour sa première sélection internationale. Dans la Coupe du monde, il s'impose rapidement pour gagner sa première course en 1981. Aux Championnats du monde 1982, il connaît aussi le succès, remportant le titre mondial du sprint et deux médailles d'argent à l'individuel et le relais. En Championnats du monde 1983, il conserve son titre du sprint. 
Aux Jeux olympiques d'hiver de 1984 à Sarajevo, il remporte la médaille d'or sur le sprint, puis celle de bronze à l'individuel, malgré cinq minutes de pénalité et la médaille d'argent au relais. Aux Championnats du monde 1985, il doit se contenter de la médaille d'argent sur le sprint. Les années suivantes apportent moins de résultats pour Kvalfoss, du fait de l'introduction de la technique en skating, dont il met du temps à apprivoiser. En 1989, il revient au haut des classements, signant son troisième titre de champion du monde, cette fois-ci sur l'individuel. Aux Championnats du monde de 1989, 1990 et 1991, il récolte un total de sept médailles. En 1990, il enlève finalement le classement général de la Coupe du monde pour la seule fois de sa carrière. En 1991, il remporte trois médailles de bronze aux Championnats du monde de Lahti, puis gagne sa quatorzième et dernière manche de Coupe du monde à Canmore.
Il est ensuite porte-drapeau de la délégation norvégienne aux Jeux olympiques d'hiver de 1992, mais ne parvient à se qualifier pour ceux de 1994, entraînant la fin de sa carrière.

## Palmarès

### Jeux olympiques d'hiver
| Épreuve / Édition   | Individuel                          | Sprint                         | Relais                             |
| ------------------- | ----------------------------------- | ------------------------------ | ---------------------------------- |
| JO 1984 Sarajevo    | Médaille de bronze, Jeux olympiques | Médaille d'or, Jeux olympiques | Médaille d'argent, Jeux olympiques |
| JO 1988 Calgary     | 6e                                  | 20e                            | 6e                                 |
| JO 1992 Albertville | 27e                                 | 47e                            | 5e                                 |

### Championnats du monde
| Épreuve     | 1981 à Lahti                     | 1982 à Minsk                      | 1983 à Antholz                     | 1985 à Ruhpolding                 | 1986 à Oslo                      | 1987 à Lake Placid               | 1989 à Feistritz                   | 1990 à Minsk, Oslo et Kontiolahti | 1991 à Lahti                       | 1993 à Borovets |
| ----------- | -------------------------------- | --------------------------------- | ---------------------------------- | --------------------------------- | -------------------------------- | -------------------------------- | ---------------------------------- | --------------------------------- | ---------------------------------- | --------------- |
| Individuel  | 17e                              | Médaille d'argent, Coupe du Monde | 14e                                | 26e                               | 25e                              | 17e                              | Médaille d'or, Coupe du Monde      | 10e                               | Médaille de bronze, Coupe du Monde | 4e              |
| Sprint      | 8e                               | Médaille d'or, Coupe du Monde     | Médaille d'or, Coupe du Monde      | Médaille d'argent, Coupe du Monde | 12e                              | 41e                              | Médaille d'argent, Coupe du Monde  | Médaille d'argent, Coupe du Monde | Médaille de bronze, Coupe du Monde | 4e              |
| Relais      | 4e                               | Médaille d'argent, Coupe du Monde | Médaille de bronze, Coupe du Monde | 4e                                | 5e                               | -                                | Médaille de bronze, Coupe du Monde | 4e                                | Médaille de bronze, Coupe du Monde | 9e              |
| Par équipes | Épreuve inexistante à cette date | Épreuve inexistante à cette date  | Épreuve inexistante à cette date   | Épreuve inexistante à cette date  | Épreuve inexistante à cette date | Épreuve inexistante à cette date | -                                  | -                                 | -                                  | -               |

### Coupe du monde
- Vainqueur du classement général en 1989, 3 fois deuxième (1983, 1988 et 1990) et 2 fois troisième (1984 et 1985).
- 37 podiums individuels : 14 victoires, 10 deuxièmes places et 13 troisièmes places[2].
- 4 victoires dans des épreuves collectives.

#### Liste des victoires
14 victoires (4 à l'individuel et 10 en sprint)
| Saison                | Date            | Lieu               | Discipline                               |
| --------------------- | --------------- | ------------------ | ---------------------------------------- |
| 1980–1981 2 victoires | 2 janvier 1981  | Antholz-Anterselva | 20 km individuel                         |
| 1980–1981 2 victoires | 4 avril 1981    | Hedenäset          | 10 km sprint                             |
| 1981–1982 1 victoire  | 13 février 1982 | Minsk              | 10 km sprint (Championnats du monde)     |
| 1982–1983 2 victoires | 28 janvier 1983 | Ruhpolding         | 10 km sprint                             |
| 1982–1983 2 victoires | 26 février 1983 | Antholz-Anterselva | 10 km sprint (Championnats du monde)     |
| 1983–1984 3 victoires | 14 janvier 1984 | Pontresina         | 10 km sprint                             |
| 1983–1984 3 victoires | 14 février 1984 | Sarajevo           | 10 km sprint (1984)                      |
| 1983–1984 3 victoires | 8 mars 1984     | Oslo Holmenkollen  | 10 km sprint                             |
| 1987–1988 2 victoires | 15 mars 1988    | Keuruu             | 10 km sprint                             |
| 1987–1988 2 victoires | 17 mars 1988    | Jyväskylä          | 20 km individuel                         |
| 1988–1989 2 victoires | 7 février 1989  | Feistritz          | 20 km individuel (Championnats du monde) |
| 1988–1989 2 victoires | 4 mars 1989     | Hämeenlinna        | 10 km sprint                             |
| 1989–1990 1 victoire  | 15 mars 1990    | Kontiolahti        | 20 km individuel                         |
| 1990–91 1 victoire    | 16 mars 1991    | Canmore            | 10 km sprint                             |